# Inferno (musiktidning)
Inferno är en finländsk tidskrift med inriktining på heavy metal och annan tyngre musik. Tidningen grundades år 2001 av Sauli Vuoti i Uleåborg och var finlands första tidning inriktad på heavy metal. Inferno utges av Pop Media.